# Simon Gore
Simon Gore (né le 11 juin 2002 à Creil) est un athlète français, spécialiste du triple saut.

## Biographie
Champion de France cadet en 2019, il remporte le titre national junior en 2020.
Il se classe troisième des championnats du monde juniors 2021, derrière Gabriel Wallmark et Jaydon Hibbert.
Sacré champion de France espoir en 2023, il remporte le titre des championnats d'Europe espoirs  à Espoo en Finlande, avec la marque de 16,40 m.

## Palmarès
| Date | Compétition                   | Lieu    | Résultat | Marque  |
| ---- | ----------------------------- | ------- | -------- | ------- |
| 2021 | Championnats du monde juniors | Nairobi | 3e       | 15,85 m |
| 2023 | Championnats d'Europe espoirs | Espoo   | 1er      | 16,40 m |

## Records
| Épreuve     | Épreuve   | Marque  | Lieu     | Date              |
| ----------- | --------- | ------- | -------- | ----------------- |
| triple saut | Plein air | 16,43 m | Pescara  | 11 septembre 2022 |
| triple saut | Salle     | 15,44 m | Eaubonne | 13 novembre 2022  |